# Hermeto Pascoal
Hermeto Pascoal (* 22. června 1936) je brazilský hudebník (multiinstrumentalista) a skladatel. Narodil se v obci Lagoa da Canoa na východě Brazílie. Po vzoru svého otce začal hrát na akordeon. V roce 1970 spolupracoval s americkým trumpetistou Milesem Davisem. Jejich společné nahrávky vyšly následujícího roku na albu Live-Evil. Pascoal vydal řadu alb pod svým jménem a spolupracoval s mnoha dalšími hudebníky, mezi které patří například Donald Byrd, Duke Pearson a Airto Moreira.